# Алупо, Джессика
Джессика Роуз Эпель Алупо (англ. Jessica Rose Epel Alupo) — угандийский политический и государственный деятель, девятый и действующий вице-президент Уганды с 2021 года. Она также является педагогом и бывшим военным офицером. C 2011 по 2016 год она занимала пост министра образования в кабинете министров Уганды. Она также является избранным членом парламента как представитель женщин округа Катакви.

Джессика Алупо, Альфонс Овини Долло, Амама Мбабази и другие высокопоставленные лица останавливаются для группового фото после Красной мессы и начала деятельности CLASI в Институте Святого Августина в Нсамбье

## Ранняя жизнь и образование
Алупо родилась в угандийском округе Катакви 23 мая 1974 года, училась в начальной школе Апуутон, поступила в школу для девочек Канголе, далее училась в средней школе Нгора. Алупо прошла обучение на дежурного в школьной столовой, а затем прошла курс подготовки офицеров-кадетов в Угандийском колледже младшего штаба в Джиндже. В 1997 году получила степень бакалавра гуманитарных наук в области политологии и лингвистики в Университете Макерере. Её первая степень магистра искусств в области международных отношений и дипломатии была также получена в Университете Макерере в 2008 году. В том же года получила диплом в области государственного управления и менеджмента в Институте менеджмента Уганды. Её вторая степень магистра — государственного управления и менеджмента получена в 2009 году также в Университете Макерере.

## Карьера
Алупо работала учителем в средней школе Катакви в городе Катакви, округ Катакви в Восточном регионе Уганды, была инструктором в Школе подготовки к городским боям в Уганде, Синго, округ Накасеке, Центральный регион Уганды, служила в качестве офицера разведки в Главном управлении военной разведки в Кампале, столице Уганды.
В 2001 году она занялась политикой, выдвинув свою кандидатуру на пост парламентсвого представителя женщин округа Катакви. Она баллотировалась по списку политической партии «Движение национального сопротивления», победила и была переизбрана в 2006 году. В 2009 году она была назначена государственным министром по делам молодежи и детей. В 2011 году она была переизбрана в своем парламентском округе. В ходе перестановок в кабинете министров 27 мая 2011 года она была назначена на должность министра образования и спорта, сменив Намирембе Битамазире. С 2021 года она является девятым вице-президентом Уганды.

## Личная жизнь
Алупо замужем за Иннокентием Тукашаба. Сообщается, что она любит читать, участвовать в общественной жизни и путешествовать.